# Agathe Nalli-Rutenberg
Agathe Nalli-Rutenberg (* 10. Dezember 1838 in Berlin; † 14. Dezember 1919 ebenda) war eine deutsche Schriftstellerin.

## Leben
Ihre Erziehung wurde von ihrem Vater Adolf Friedrich Rutenberg, Publizist (Chefredakteur der National-Zeitung) und Schriftsteller, Freund von Karl Marx und Max Stirner, gelenkt. Schon früh zeigte sich ihre poetische Begabung. So schrieb sie mit kaum 15 Jahren als Erstlingswerk die kleine Novelle Rosa. Es folgten ein dreibändiger Roman und ein Novellenband. Dann ergab sich eine schöpferische Pause, weil sie sich verstärkt ihrer beruflichen Tätigkeit als Lehrerin in Schöneberg widmete.
Auf Reisen lernte sie ganz Deutschland, die Schweiz, England, Frankreich und Italien kennen. Sie lebte zumeist in Rom, wo sie sich mit dem italienischen Bankbeamten Fausto Nalli vermählte. Jedoch besuchte sie auch mehrfach ihr Heimatland. Bestanden ihre früheren Schriften meist nur aus Erdichtetem, so schöpfte sie in ihrem weiteren, recht produktiven poetischen Schaffen, das um 1890 einsetzte, den Stoff aus persönlichem Erleben.
Agathe Nalli-Rutenberg starb 1919 im Alter von 81 Jahren in ihrer Wohnung am Schöneberger Ufer 27 in der Schöneberger Vorstadt und wurde im Grab ihres Vaters auf dem Alten St.-Matthäus-Kirchhof beigesetzt. Im Zuge der von den Nationalsozialisten 1938/1939 durchgeführten Einebnungen auf dem Friedhof wurden ihre sterblichen Überreste auf den Südwestkirchhof Stahnsdorf bei Berlin umgebettet.

## Werke
- Rosa. Leipzig 1857.
- Allan Orville. 3 Bände. Leipzig 1858.
- Novellen. 2 Bände. Leipzig 1861.
- Die Rache einer Frau. In Civita Vecchia. Novellen. Berlin 1890.
- Was die Wellen rauschen. Neue Märchen. Berlin 1896.
- Prinzessin Goldhaar. Eine wahre Erzählung. Berlin 1906.
- Am Sylvesterabend. Berlin 1906.
- Mein liebes, altes Berlin. Erinnerungen. Berlin 1907.
- Ragout fin. Novellen von Norden und Süden. Berlin 1908.
- Edelsteine aus der Märchenwelt. 2. Auflage, Stuttgart 1909.
- Sein totes Weib und andere Novellen. Berlin 1910.
- Aus ferner Zeit: Jugendlieder einer alten Berlinerin. Berlin 1912.
- Das alte Berlin. Erinnerungen. Berlin 1912. (mit Geleitwort von Ernst Friedel und Anhang zur Familienchronik). Neuauflage: Agathas altes Berlin, ausgewählt, illustriert und neu herausgegeben von Herbert Friedrich Witzel, worttransport.de Verlag, Berlin 2022, ISBN 978-3-944324-86-9.
- Guck ins Land. Novellen. Berlin 1914.
- Aus deutschem Herzen. Kriegsgedichte. Charlottenburg 1915.